# Варенцов, Николай Александрович
Николай Александрович Варенцов (1862—1947) — русский предприниматель, инженер-механик, благотворитель. Способствовал началу хлопководства в Средней Азии и утверждению на российском рынке среднеазиатского хлопка. Имея писательский талант, оставил мемуары, полные ярких подробностей о российском предпринимательстве и московской жизни рубежа XIX—XX веков. 

## Биография
Николай Варенцов происходил из рода переславль-залесских и московских купцов Варенцовых. В 1872 году поступил в Московское коммерческое училище. Позднее учился в Императорском Техническом училище, которое окончил в 1885 году. Занимался оптовой торговлей хлопком, шерстью, каракулем. Совершал длительные деловые поездки по Средней Азии и Европе. Был зачинателем отечественного хлопководства в Средней Азии. С 1889 по 1905 год был членом правления Московского торгово-промышленного товарищества; также был его директором. С 1889 по 1897 год являлся директором правления Товарищества мануфактур Н. Разорёнова и М. Кормилицына. До 1918 года являлся председателем правления Большой Кинешемской мануфактуры. Был членом Попечительского совета гимназии Ежовой и членом Дамского комитета Попечительского общества о тюрьмах.
После Октябрьской революции Варенцова несколько раз арестовывали. В 1918 году его фабрики национализировали. В 1920-е годы Варенцов организовал Товарищество по оптовой торговле тканями, но в 1924 году оно было закрыто. Затем он некоторое время являлся консультантом ВСНХ по хлопководству и организации хлопкоперерабатывающих предприятий. После этого Варенцов отошёл от дел и начал писать мемуары. В этих воспоминаниях Варенцов писал о московском купеческом быте, предпринимательстве и торгово-промышленном мире России с середины XIX века по 1939 год. Скончался в 1947 году в Москве, похоронен на Введенском кладбище.

### Личная жизнь
- Первая жена — Мария Николаевна Найдёнова, дочь известного московского предпринимателя Н. А. Найдёнова. Первых брак длился с 1885 по 1896 год. У них родилось пятеро детей.
- Вторая жена — Ольга Флорентьевна Перлова, происходила из семьи известных чаеторговцев.

## Адреса

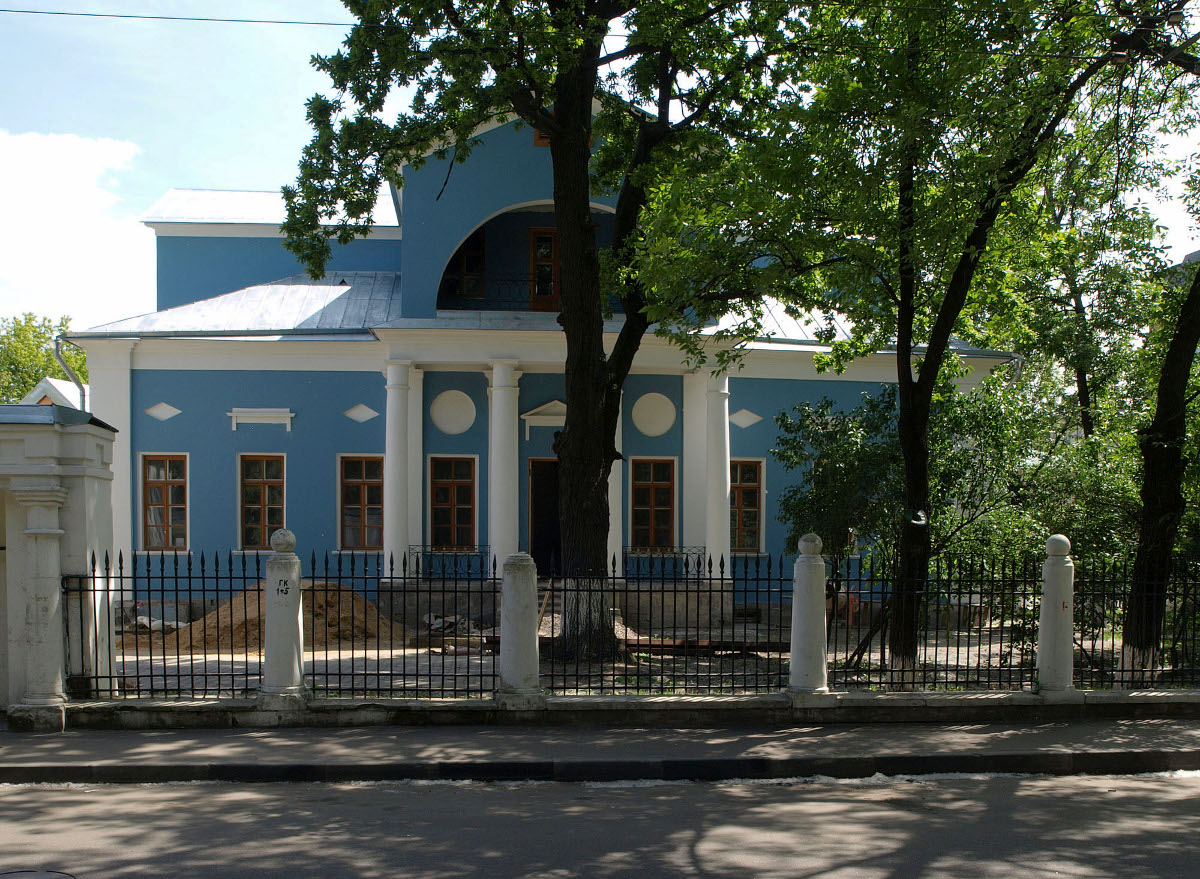
Усадьба Варенцова в Москве

С 1890 по 1918 год жил в собственной усадьбе на Токмаковом переулке, дом 21. В 1920-х — 1940-х годах жил на улице Карла Маркса, 25 (ныне Старая Басманная улица). Варенцову принадлежало имение Бутово в Московском уезде (ныне в составе Москвы).